# Pani McGinty nie żyje
Pani McGinty nie żyje (ang. Mrs McGinty’s Dead) – kryminał Agathy Christie, w którym występuje Herkules Poirot, wydany po raz pierwszy w 1952 roku.

## Fabuła
Herkulesa Poirota odwiedza nadinspektor Spence, prosząc o pomoc w rozwiązaniu zamkniętej już sprawy śmierci pani McGinty. Nadinspektor nie wierzy, by oskarżony o to morderstwo James Bentley (lokator staruszki) był rzeczywistym sprawcą.
Po przyjeździe do Broadhinny Poirot rozpoczyna wnikliwe śledztwo. Tym razem gra w otwarte karty, ogłaszając wszędzie, kim jest i w jakim celu przybywa. Liczy bowiem na reakcję potencjalnego ukrytego mordercy. W rozwiązaniu zagadki pomaga mu jego przyjaciółka, Ariadna Oliver, pisarka specjalizująca się w kryminałach, we współpracy z którą detektyw rozwiązał już niejedną zawiłą sprawę.
Po pewnym czasie Poirot wpada na trop artykułu w lokalnej gazecie, który bardzo zainteresował panią McGinty przed śmiercią. Opisuje on cztery kobiety, związane przed laty z tajemniczymi morderstwami. Żadnej z nich nie postawiono jednak przed sądem z powodu braku dowodów (w przypadku jednej z ich dodatkowym powodem był jej młody wiek). Wszystkie one zmieniły nazwiska i rozpoczęły nowe życie w różnych częściach świata. Hercules Poirot postanawia zamieszkać w jednym z domów w Broadhinny jako lokator i przyjrzeć się dokładnie mieszkańcom wioski.
Po pewnym czasie dochodzi do zamachu na detektywa – ktoś usiłuje wepchnąć go pod pociąg. Zostaje też popełniona kolejna zbrodnia: Laura Upward, starsza, niepełnosprawna kobieta ginie, bo rozpoznała jedną z czterech fotografii z artykułu.

## Bohaterowie
- Hercules Poirot – światowej sławy detektyw.
- Inspektor Spence – prowadził śledztwo w zamkniętej już sprawie pani McGinty. To on jako pierwszy zaczął wierzyć w niewinność Jamesa Bentleya, postanowił więc poprosić o pomoc Poirota.
- Ariadna Oliver – przyjaciółka Poirota, pisarka specjalizująca się w kryminałach. Zatrzymała się u państwa Upward, by wraz z Robinem planować sztukę teatralną na podstawie jednej z jej powieści.
- James Bentley – lokator pani McGinty, niesłusznie oskarżony o zamordowanie jej. Cichy i zamknięty w sobie młody człowiek.
- Maude Williams – jedyna przyjaciółka Bentleya. Pomaga Poirotowi w rozwikłaniu sprawy śmierci pani McGinty, by oczyścić Jamesa z podejrzeń.
- Laura Upward – egoistyczna kobieta o silnej osobowości. Jest niepełnosprawna, pozostaje więc pod opieką syna.
- Robin Upward – syn Laury. Obiecujący dramaturg, bez reszty pochłonięty swoją pracą.
- Państwo Weatherby – starsza kobieta, udająca różne choroby, by zatrzymać przy sobie majętną córkę oraz jej ponury nowo poślubiony mąż, nienawidzący pasierbicy.
- Deidre Henderson – córka pani Weatherby. Mało inteligentna młoda dziewczyna.
- Państwo Rendell – wesoły i jowialny lekarz oraz jego młoda, nieśmiała żona.
- Państwo Guy i Eve Carpenter – on to ważna osobistość w świecie politycznym, kandydat w najnowszych wyborach do parlamentu, ona to młoda, samolubna dziewczyna, lubująca się w luksusie.
- Pani Sweetiman – rozplotkowana pracownica poczty Broadhinny.
- Państwo Summerhayes – młoda para małżeńska do niedawna mieszkająca w Indiach. Obecnie prowadzą gospodarstwo raczej mało wprawną ręką, co irytuje mieszkającego u nich Poirota.

## Rozwiązanie
W wiosce tak naprawdę nie było żadnej spośród kobiet z artykułu. Mieszka tam za to syn jednej z nich, Evy Kane; okazuje się, że jest nim Robin Upward (naprawdę nazywa się Evelyn Hope). Jako młody chłopak został on adoptowany przez panią Laurę. Nie wyjawił jej nigdy, kim była jego matka; bał się bowiem, że pani Upward, poznawszy prawdę, wyrzuci go z domu, a jemu potrzebne były pieniądze na rozwijanie talentu dramaturgicznego. Pewnego razu sprzątająca u nich pani McGinty znalazła wśród jego rzeczy zdjęcie Evy Kane z podpisem "moja matka". Skojarzyła je ze zdjęciem w lokalnej gazecie i zaczęła szantażować Robina/Evelyna, który potem, wystraszony, zamordował ją.
Zabił też swoją przybraną matkę ponieważ kiedy zobaczyła pokazane wszystkim podejrzanym przez Poirota zdjęcia, domyśliła się prawdy. Ślady perfum i szminki w jej pokoju pozostawił celowo, by odwrócić podejrzenia od siebie. Zrobił to wszystko zaledwie w parę minut, w ciągu których pani Olivier czekała na niego w samochodzie. Zadzwonił również jednocześnie do trzech kobiet z wioski z prośbą, by dotrzymały jego matce towarzystwa. Liczył na to, że jeśli któraś z nich zostanie zauważona w okolicach domu pani Upward w noc jej śmierci, zostanie uznana za sprawczynię zbrodni.
W Broadhinny jest jednak dużo więcej osób z nieczystym sumieniem. To nie Robin Upward próbował zabić Herculesa Poirot na dworcu, lecz doktor Rendell. Przed laty otruł swoją pierwszą żonę i bał się, że detektyw tak naprawdę przyjechał do Broadhinny po to, by zająć się jego sprawą.
Poważną "zmyłką" była też młoda Maude Williams. Okazuje się ona córką państwa Craigów, których małżeństwo przed laty rozbiła Eva Kane, otruwszy ponadto panią Craig. Maude przez lata żywiła do niej nienawiść i poprzysiągła jej zemstę. Kiedy więc dowiaduje się przypadkiem, że Robin Upward jest synem Evy Kane, zaczyna naturalnie podejrzewać, że samą Evą jest tak naprawdę Laura Upward. Panna Williams postanawia więc zamordować starszą kobietę. Kiedy przychodzi do jej domu, okazuje się jednak, że ktoś zrobił to przed nią. Pod koniec utworu niedoszła morderczyni zwierza się ze wszystkiego Poirotowi. Ten jednak nie zamierza o nic jej oskarżać publicznie – ostatecznie nie popełniła przecież zbrodni.